# Paraclusia
Paraclusia är ett släkte av tvåvingar. Paraclusia ingår i familjen träflugor.
Släktet innehåller bara arten Paraclusia tigrina.

## Bildgalleri

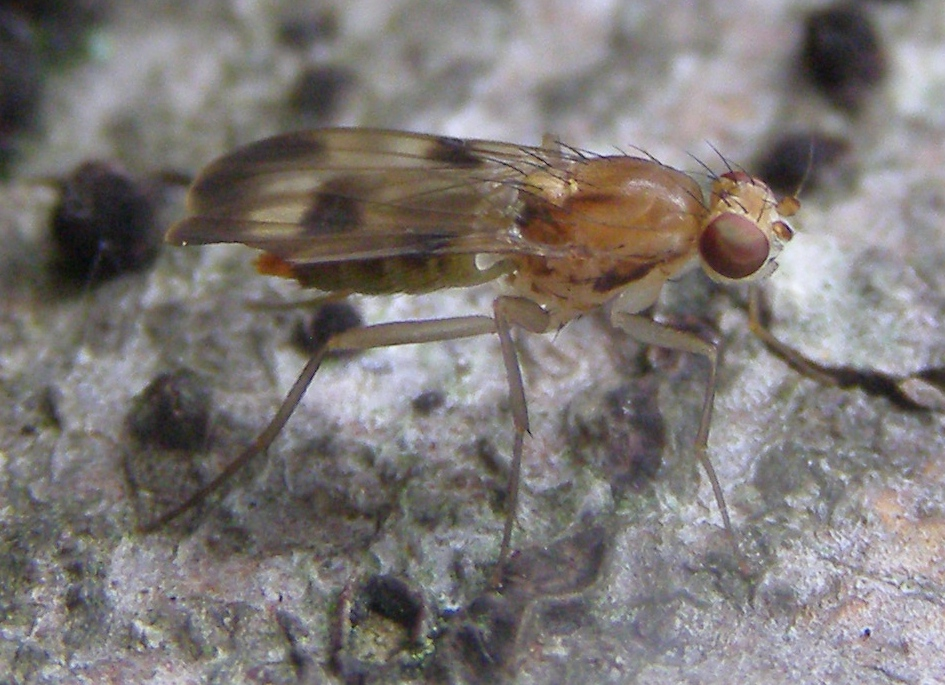
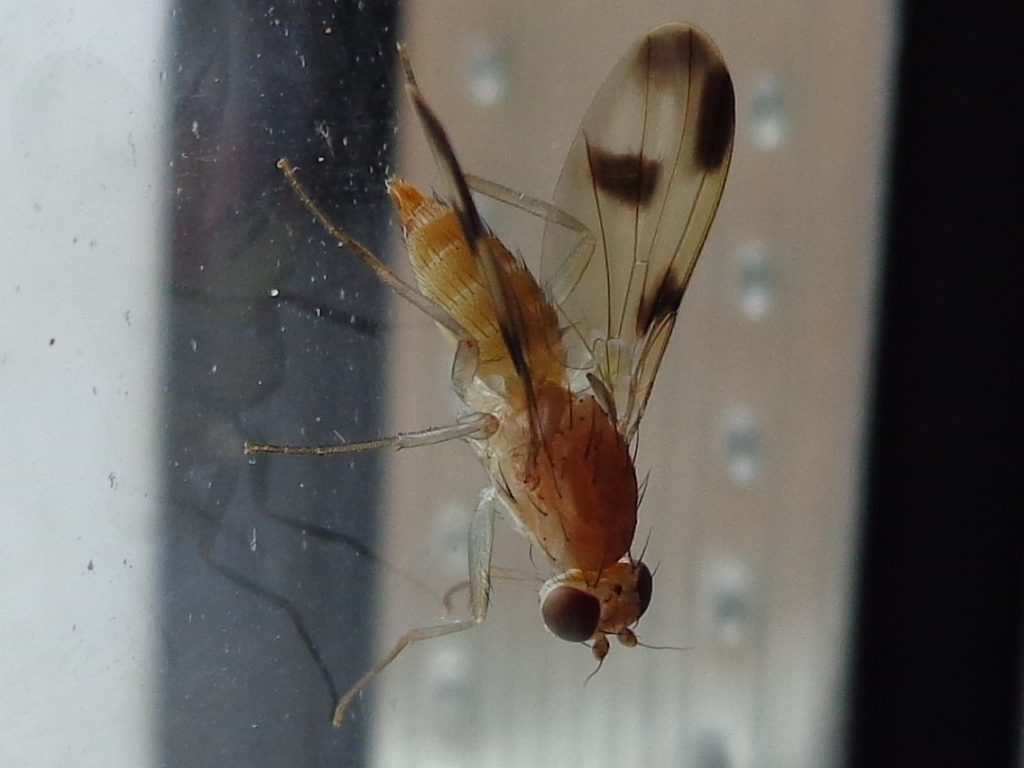